# Гмунден (округ)
Гмунден (нем. Bezirk Gmunden) — округ в Австрии. Центр округа — город Гмунден. Округ входит в федеральную землю Верхняя Австрия. Занимает площадь 1432,62 кв. км. Население 99 640 чел. Плотность населения 69 человек/кв.км.

## Административные единицы
Городские общины
1. Бад-Ишль (14 115)
2. Гмунден (13 202)

Ярмарочные общины
1. Альтмюнстер (9 537)
2. Бад-Гойзерн (7 604)
3. Лакирхен (9 276)
4. Санкт-Вольфганг-им-Зальцкаммергут (2 778)
5. Форхдорф (7 261)
6. Халльштатт (914)
7. Шарнштайн (4 576)
8. Эбензе (8 278)

Сельские общины
1. Гозау (1 904)
2. Грюнау-им-Альмталь (2 082)
3. Гшвандт (2 498)
4. Кирххам (1 912)
5. Обертраун (746)
6. Ольсдорф (4 608)
7. Пинсдорф (3 523)
8. Ройтхам (2 002)
9. Санкт-Конрад (1 063)
10. Траункирхен (1 761)